# A Mennyei kötelék epizódjainak listája
Ez a szócikk a Mennyei kötelék  című sorozat epizódjait listázza.

## Évados áttekintés
| Évad | Évad | Részek száma | Részek száma | Eredeti sugárzás  | Eredeti sugárzás   | Eredeti adó | Magyar sugárzás                       | Magyar sugárzás                        | Magyar adó       |
| Évad | Évad | Részek száma | Részek száma | Évadbemutató      | Évadzáró           | Eredeti adó | Évadbemutató                          | Évadzáró                               | Magyar adó       |
| ---- | ---- | ------------ | ------------ | ----------------- | ------------------ | ----------- | ------------------------------------- | -------------------------------------- | ---------------- |
|      | 1.   | 10           | 10           | 2013. november 2. | 2014. január 3.    | ZDF         | 2016. június 19. / 2019. február 23.  | 2016. augusztus 21. / 2019. március 3. | Duna TV Jocky TV |
|      | 2.   | 12           | 12           | 2014. október 4.  | 2014. december 20. | ZDF         | 2019. március 9.                      | 2019. március 23. / 2019. március 30.  | Duna TV Jocky TV |
|      | 3.   | 12           | 12           | 2015. október 3.  | 2016. január 2.    | ZDF         | 2019. március 23. / 2019. március 30. | 2019. április 4.                       | Duna TV Jocky TV |
|      | 4.   | 12           | 12           | 2016. október 1.  | 2016. december 17. | ZDF         | 2019. április 5.                      | 2019.április 22.                       | Duna TV Jocky TV |

### Első évad (2013-2014)
| Sor. | Év. | Cím                                    | Rendező          | Író                             | Premier                                                   | Gyártási szám |
| ---- | --- | -------------------------------------- | ---------------- | ------------------------------- | --------------------------------------------------------- | ------------- |
| 1.   | 1.  | Templomi menedék (Kirchenasyl)         | Christian Theede | Christian Pfannenschmidt        | 2013. november 2. 2016. június 19. / 2019. február 23.    | 101           |
| 2.   | 2.  | A tékozló fiú (Der verlorene Sohn)     | Christian Theede | Christian Pfannenschmidt        | 2013. november 8. 2016. június 26. / 2019. február 23.    | 102           |
| 3.   | 3.  | Csodák (Wunder)                        | Imogen Kimmel    | Christian Pfannenschmidt        | 2013. november 15. 2016. július 3. / 2019. február 23.    | 103           |
| 4.   | 4.  | Szerelmi történetek (Love-Storys)      | Imogen Kimmel    | Christian Pfannenschmidt        | 2013. november 22. 2016. július 10./ 2019. február 24.    | 104           |
| 5.   | 5.  | Súlyos veszteségek (Schwerer Verlust)  | Michael Kreindl  | Christian Pfannenschmidt        | 2013. november 29. 2016. július 17. / 2019. február 24.   | 105           |
| 6.   | 6.  | Gyónási titok (Beichtgeheimnis)        | Michael Kreindl  | Michael Gantenberg              | 2013. december 6. 2016. július 24. / 2019. március 2.     | 106           |
| 7.   | 7.  | A keresztlevél (Der Taufschein)        | Sabine Bernardi  | Scarlett Kleint, Michael Illner | 2013. december 13. 2016. július 31. / 2019. március 2.    | 107           |
| 8.   | 8.  | Csipetnyi vigasz (Ein Quäntchen Trost) | Sabine Bernardi  | Michael Gantenberg              | 2013. december 20. 2016. augusztus 7. / 2019. március 2.  | 108           |
| 9.   | 9.  | Isten halott (Gott ist tot)            | Nina Wolfrum     | Christian Pfannenschmidt        | 2013. december 28. 2016. augusztus 14. / 2019. március 3. | 109           |
| 10.  | 10. | Atyai érzések (Vatergefühle)           | Nina Wolfrum     | Christian Pfannenschmidt        | 2014. január 4. 2016. augusztus 21. / 2019. március 3.    | 110           |

### Második évad (2014)
| Sor. | Év. | Cím                                          | Rendező         | Író                                          | Premier                                                 | Gyártási szám |
| ---- | --- | -------------------------------------------- | --------------- | -------------------------------------------- | ------------------------------------------------------- | ------------- |
| 11.  | 1.  | Cserbenhagyás (Fahrerflucht)                 | Michael Kreindl | Christian Pfannenschmidt                     | 2014. október 4. 2019. március 9.                       | 201           |
| 12.  | 2.  | Az utolsó út (Die letzte Reise)              | Michael Kreindl | Christian Pfannenschmidt                     | 2014. október 11. 2019. március 9.                      | 202           |
| 13.  | 3.  | Jövés-menés (Kommen und Gehen)               | Michael Kreindl | Christian Pfannenschmidt, Michael Gantenberg | 2014. október 18. 2019. március 9.                      | 203           |
| 14.  | 4.  | Egy igazi gyerek (Ein richtiges Kind)        | Sabine Bernardi | Michael Gantenberg                           | 2014. október 25. 2019. március 10.                     | 204           |
| 15.  | 5.  | A Tabarius különítmény (Soko Tabarius)       | Sabine Bernardi | Christian Pfannenschmidt                     | 2014. november 1. 2019. március 10.                     | 205           |
| 16.  | 6.  | Konstantine titka (Constanzes Geheimnis)     | Sabine Bernardi | Christian Pfannenschmidt                     | 2014. november 8. 2019. március 16.                     | 206           |
| 17.  | 7.  | Rejtőzködő igazságok (Versteckte Wahrheiten) | Enno Reese      | Christian Pfannenschmidt                     | 2014. november 15. 2019. március 16.                    | 207           |
| 18.  | 8.  | Férfi szívek (Männerherzen)                  | Enno Reese      | Christian Pfannenschmidt                     | 2014. november 22. 2019. március 16.                    | 208           |
| 19.  | 9.  | Rossz hírek (Schlechte Nachrichten)          | Nina Wolfrum    | Christian Pfannenschmidt                     | 2014. november 29. 2019. március 17.                    | 209           |
| 20.  | 10. | Talált gyerek (Lost & Found)                 | Nina Wolfrum    | Nina Wolfrum Christian Pfannenschmidt        | 2014. december 6. 2019. március 17.                     | 210           |
| 21.  | 11. | A szennyes (Schmutzige Wäsche)               | Peter Stauch    | Christian Pfannenschmidt                     | 2014. december 13. 2019. március 23. /2019. március 30. | 211           |
| 22.  | 12. | Szemet-szemért (Auge um Auge)                | Peter Stauch    | Christian Pfannenschmidt                     | 2014. december 20. 2019. március 23. /2019. március 30. | 212           |

### Harmadik évad (2015-2016)
| Sor. | Év. | Cím                                               | Rendező              | Író                           | Premier                                                | Gyártási szám |
| ---- | --- | ------------------------------------------------- | -------------------- | ----------------------------- | ------------------------------------------------------ | ------------- |
| 23.  | 1.  | Isten hozott! (Herzlich Willkommen!)              | Sabine Bernardi      | Christian Pfannenschmidt      | 2015. október 3. 2019. március 23. /2019. március 30.  | 301           |
| 24.  | 2.  | Civil kurázsi (Zivilcourage)                      | Sabine Bernardi      | Christian Pfannenschmidt      | 2015. október 10. 2019. március 24. /2019. március 31. | 302           |
| 25.  | 3.  | Gyerekrablás (Entführt)                           | Heinz Dietz          | Christian Pfannenschmidt      | 2015. október 17. 2019. március 24. /2019. március 31. | 303           |
| 26.  | 4.  | Az igazság keresztje (Das Kreuz mit der Wahrheit) | Heinz Dietz          | Olaf Kraemer & Bodo Grossmann | 2015. október 24. 2019. március 30.                    | 304           |
| 27.  | 5.  | A jótevő (Der Wohl-Täter)                         | Till Müller-Edenborn | Katja Töner                   | 2015. október 31. 2019. március 30.                    | 305           |
| 28.  | 6.  | Szürkület (Schwarz zu Grau)                       | Till Müller-Edenborn | Klaus Rohne                   | 2015. november 7. 2019. március 30.                    | 306           |
| 29.  | 7.  | Kösz, de nem kérem (Mit Dank zurück)              | Till Müller-Edenborn | Johannes Lackner              | 2015. november 21. 2019. március 31.                   | 307           |
| 30.  | 8.  | Hajsza a boldogság után (Such(t) nach Glück)      | Oliver Muth          | Carmen Nascetti               | 2015. november 28. 2019. március 31.                   | 308           |
| 31.  | 9.  | Az élet nevű játék (Spiel des Lebens)             | Oliver Muth          | Claudia Leins                 | 2015. december 5. 2019. április 1.                     | 309           |
| 32.  | 10. | Használati utasítás (Die Anleitung)               | Oliver Muth          | Christian Pfannenschmidt      | 2015. december 12. 2019. április 2.                    | 310           |
| 33.  | 11. | Isteni jeladás (Ein Wink Gottes)                  | Jurij Neumann        | Christian Pfannenschmidt      | 2015. december 19. 2019. április 3.                    | 311           |
| 34.  | 12. | Hit, remény, szeretet (Glaube, Liebe, Hoffnung)   | Jurij Neumann        | Christian Pfannenschmidt      | 2016. január 2. 2019. április 4.                       | 312           |

### Negyedik évad (2016)
| Sor. | Év. | Cím                                        | Rendező       | Író                      | Premier                              | Gyártási szám |
| ---- | --- | ------------------------------------------ | ------------- | ------------------------ | ------------------------------------ | ------------- |
| 35.  | 1.  | Nem bűnös (Nicht schuldig)                 | Oliver Muth   | Christian Pfannenschmidt | 2016. október 1. 2019. április 5.    | 401           |
| 36.  | 2.  | Apákról és fiúkról (Von Vätern und Söhnen) | Oliver Muth   | Christian Pfannenschmidt | 2016. október 8. 2019. április 8.    | 402           |
| 37.  | 3.  | Szívvel-lélekkel (Mit Leib und Seele)      | Oliver Muth   | Stefani Straka           | 2016. október 15. 2019. április 9.   | 403           |
| 38.  | 4.  | Bátorság (Mut zur Zukunft)                 | Jurij Neumann | Johannes Lackner         | 2016. október 22. 2019. április 10.  | 404           |
| 39.  | 5.  | A szerelem ára (Preis der Liebe)           | Jurij Neumann | Klaus Rohne              | 2016. október 29. 2019. április 11.  | 405           |
| 40.  | 6.  | Mély árok (Tiefe Gräben)                   | Jurij Neumann | Christian Pfannenschmidt | 2016. november 5. 2019. április 12.  | 406           |
| 41.  | 7.  | Utolsó figyelmeztetés (Letzte Warnung)     | Oliver Muth   | Carmen Nascetti          | 2016. november 12. 2019. április 15. | 407           |
| 42.  | 8.  | Hamis elvárások (Falsche Erwartungen)      | Oliver Muth   | Stefani Straka           | 2016. november 19. 2019. április 16. | 408           |
| 43.  | 9.  | Törékeny boldogság (Zerbrechliches Glück)  | Oliver Muth   | Marina Mehlinger         | 2016. november 26. 2019. április 17. | 409           |
| 44.  | 10. | Hamis játékok (Falsches Spiel)             | Jurij Neumann | Carmen Nascetti          | 2016. december 3. 2019. április 18.  | 410           |
| 45.  | 11. | Mindenki egy ellen (Alle gegen Einen)      | Jurij Neumann | Stefani Straka           | 2016. december 10. 2019. április 19. | 411           |
| 46.  | 12. | Mindent vagy semmit (Alles oder nichts)    | Jurij Neumann | Stefani Straka           | 2016. december 17. 2019. április 22. | 412           |